# Meteoritické jezero

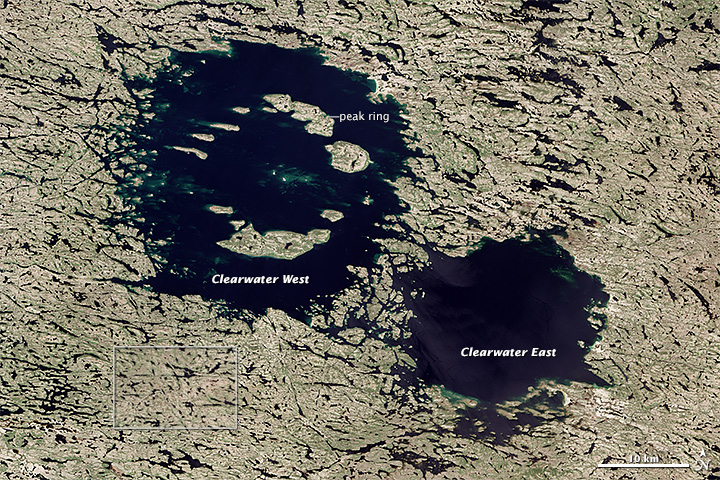
Clearwater Lakes v Kanadě

Meteoritické jezero je druh jezera, které vznikne v důsledku dopadu meteoritu na pevný zemský povrch. Prohlubeň meteoritického kráteru může být zaplněna povrchovou nebo podpovrchovou vodou a to buď zcela nebo částečně.
Největšim meteoritickým kráterem v Evropě je Siljan ve Švédsku.

## Příklady

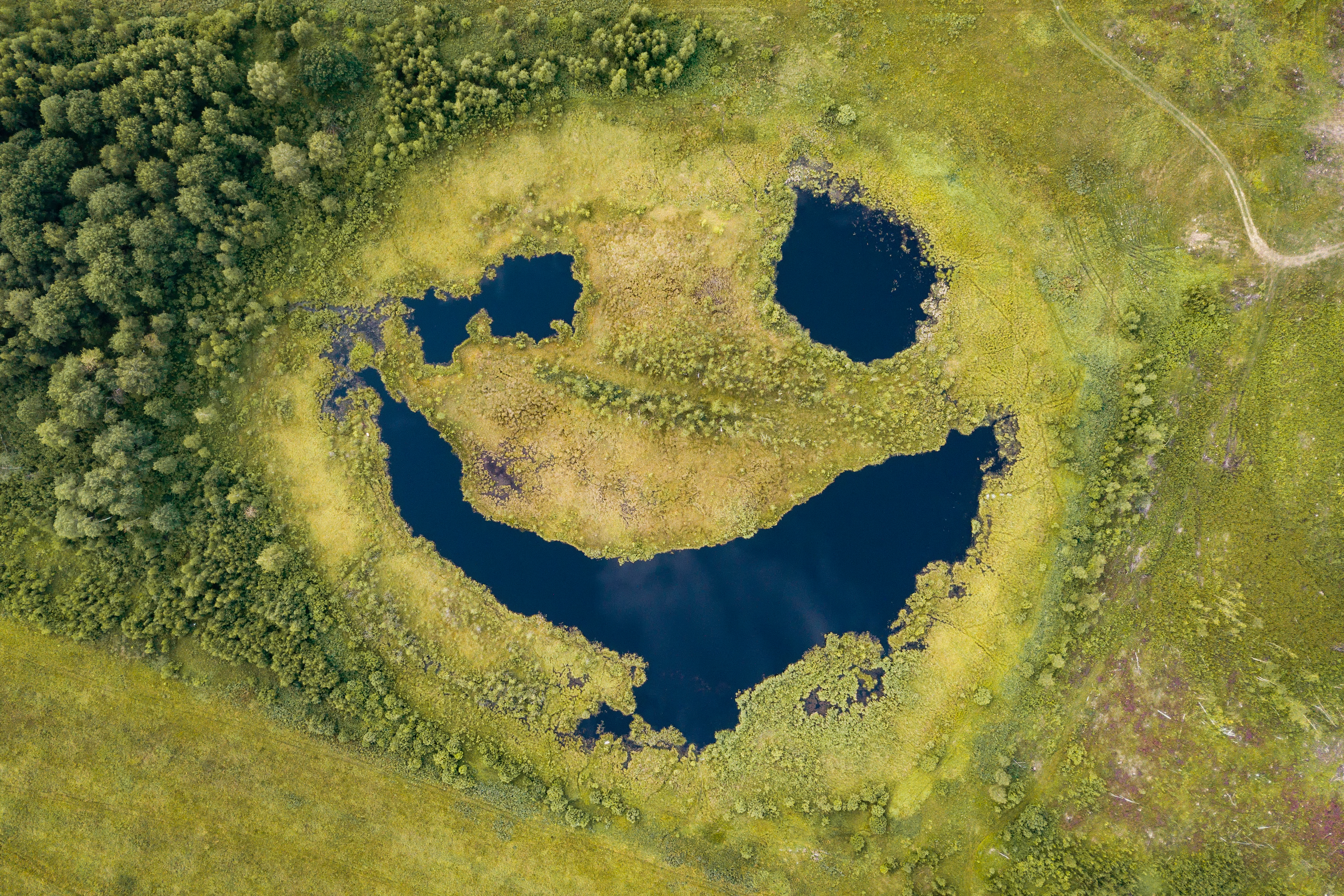
Jezera ve Vladimirské oblasti připomínající smajlík

- Lac à l'Eau Claire (Clearwater Lakes), Manicouagan, Pingualuit, Wanapitei (Kanada)
- Elgygytgyn (Rusko)
- Lappajärvi (Finsko)
- Bosumtwi (Ghana)
- Morasko (Polsko)
- Karakul (Tádžikistán)
- Jänisjärvi (Rusko)